# Kazi Tamás
Kazi Tamás (Baja, 1985. május 16. –) magyar középtávfutó.

## Életpályája
Katymáron járt általános iskolába, ahol 14 éves koráig élt. A sport már ekkor is szerepet játszott az életében. Imádott focizni és profi labdarúgó karrierről álmodott. Az általános iskola befejezése után költözött Dunaújvárosba, ahol 1999-től a Dunaferr játékosa lett. Ezek után végigjárta a ranglétrát. Az NB1-es kiemelt bajnokságban játszott korosztályos szinten, itt kétszeres Magyar Kupa, valamint több külföldi torna győzelmet ért el.
Ezek után a felnőtt csapatba került, de közben leérettségizett és felvételt nyert a Testnevelési Főiskolára. Ekkor költözött fel Budapestre.
Itt az egyetem saját csapatában játszott. Első évesen ismerkedett meg mai edzőjével, dr. Gyimes Zsolttal, aki elcsábította egy atlétika edzésre, amiből egy azóta is tartó közös munka született.

## Sporteredményei
Magyar férfi bajnokok középtávfutásban három alkalommal (2007, 2009, 2010, 2011) és szintén három alkalommal lett fedett pályás bajnokságok (2005, 2006, 2011). 2007-ben indult a debreceni U23-as atlétikai Európa-bajnokságon, ahol 800 méteren kiesett a selejtezőben. 2008-ban nem sokkal maradt el az olimpiai szinttől.
2009 júniusában teljesítette a vb kiküldetési szintet. Egy héten belül minden idők második legjobb magyar eredményét érte el az IAAF Grand Prix-n Ostravában, 1:45:55-ös idejével. Pár hónappal később a berlini világbajnokságon elődöntőig jutott, amit azonban 2010-ben az Európa-bajnokságon nem sikerült megismételni.
2011-ben az első egyéni magyar bajnoki aranyát nyerte fedett pályán. A fedett pályás Eb-n kiesett a selejtezőben. A szabadtéri vb-n az elődöntőig jutott.
A 2012-es londoni olimpián a 800 méteres síkfutás előfutamából 1:47.10 perces időeredményével nem jutott tovább.
A 2013-as fedett pályás Európa-bajnokságon 800 méteren kiesett a selejtezőben. A világbajnokságon 12. helyen került az elődöntőbe, ahol a 16. helyezést érte el. Szeptember 8-án Rietiben magyar csúcsot futott 800 méteren.
A 2014-es atlétikai Európa-bajnokságon a selejtezőből 10. helyen jutott tovább. Az elődöntőben 11. lett és kiesett. A verseny után bejelentette, hogy a jövőben 1500 méteren fog versenyezni. A 2016-is atlétikai Európa-bajnokságon kiesett a selejtezőben.
A 2017-es fedett pályás atlétikai Európa-bajnokságon nem jutott a döntőbe. 2018 nyarán a Ferencvároshoz igazolt.
A 2019-es fedett pályás atlétikai Európa-bajnokságon nem jutott a döntőbe, összesítésben 23. lett. 2019 májusában egy versenyen bukott és eltört a kulcscsontja.
A 2021-es fedett pályás atlétikai Európa-bajnokságon 800 méteren 35. lett a selejtezőben.
2021 szeptemberében bejelentette a visszavonulását.

## Rekordjai
- 800 m: 1:45,37 (2013. szeptember 8., Rieti) országos csúcs
- 1000 m: 2:17,19 (2018. július 2., Székesfehérvár) országos csúcs